# 耀西的餅乾
《耀西的餅乾》是任天堂開發第一部和東星軟件共同開發、任天堂發行的益智遊戲。該作於1992年11月21日首發，對應紅白機和Game Boy雙平台。1993年，防彈軟件（Bullet-Proof Software）自行開發並發行了超級任天堂版遊戲。《俄羅斯方塊》之父阿列克谢·帕基特诺夫參與了謎題設計工作。